# Quattro senza
Il quattro senza, abbreviato 4-, è il nome che in ambito sportivo si dà a un tipo di imbarcazione utilizzata per praticare il canottaggio, in cui vogano quattro atleti.

## Descrizione
La dicitura quattro senza indica che manca il timoniere (la parola "timoniere" è sottintesa).  
Questa è una barca di "punta" ossia ogni atleta aziona un solo remo. La disposizione dei remi a destra o sinistra dell'imbarcazione è generalmente alternata, per cui due remi sono disposti a destra e due a sinistra. Nella maggior parte dei casi il capovoga, ossia il vogatore più vicino alla poppa, ha il remo a destra, il numero 2 ossia il vogatore che segue dietro di lui a sinistra, quindi il 3 destra e il 4 ancora a sinistra. Questa però non è una regola fissa, talvolta può essere vantaggioso montare i remi in modo diverso, ad esempio con i remi di capovoga e 4 (il vogatore più vicino a prua) a destra e i remi di entrambi i vogatori centrali (2-3) a sinistra.